# Palata Visković
Palata Visković je palata peraške porodice Viskovića.
Nalazi se u priobalnom dijelu Perasta u Luci. Kompleks ove palate čini kula, palata, lođa s đardinom i novi dio palate. Sjeverno od nje je stara palata Balović.
Kula datira iz okvirno 1500. i bila je jedan od središnjeg dijela obrambenog sastava. Na nadvratniku kule latinskim tekstom piše Parvum Propugnaculum Pro Praesidio Perasti (mali odred za obranu Perasta). Na zadnjoj etaži kule nalazi se sačuvani top.
Sa ove se utvrđene palate pucalo na Osmanlije u peraškom boju 1654. godine.
Dvospratna palata s lođom dograđena je na kulu. Uz nju je dograđen novi dio palate. Palatu ćine tri portala u bunjatu. Glavni ulaz u palatu je na sjeverozapadu. Na portalu je uklesan inicijal pukovnika contea Frana Viskovića. S iste je strane portal u prizemlju loggie. Na južnoj strani na dvorišnom zidu nalazi se još jedan portal, koji je prema moru.
Na portalima pojavljuje se grb na kojem je simbol zubatac, riba, koja je simbol bratstva (kazade) kojem su pripadali Viskovići, Dentalima (Zubacima).
Ova nekad najutvrđenija zgrada rađena je u dva navrata, 1500. pa 1718. godine.
Danas je u ruševnom stanju. Do zemljotresa u njoj se nalazi stilski namještaj, umjetnine, mletačka ogledla, starinsko oružje, tapete od svile i dr.
Uz palatu je đardin, sa visokim zelenilom i cvijećem. Pomorci su donijeli i primjerke flore dalekih zemalja kao spomenu na vezu s dalekim svijetom. Đardin ove palate i palate Brajković-Martinović najočuvaniji je u Perastu.